# Pinturicchio

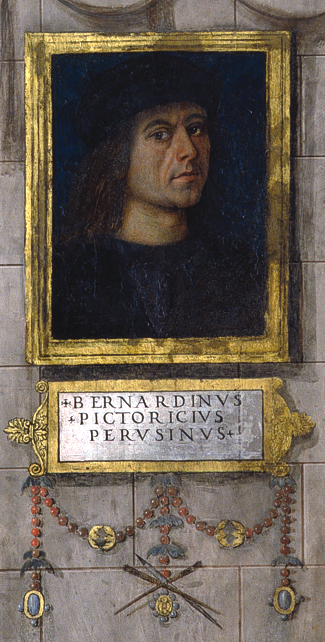
Autoportret
(Cappella Baglioni, Spello)

Bernardino di Betto Betti, zis Pinturicchio sau Pintoricchio (n. cca 1435, Perugia - d. 11 decembrie 1513, Siena) a fost un pictor renascentist italian. Porecla "Pinturicchio" vine de la statura sa scundă ("pictorul cel mic", diminutivul de la pintor ).
A pictat împreună cu Perugino frescele Capelei Sixtine de la Vatican (1481-1482).

## Opere de artă
Lucrările lui cele mai importante sunt:
- Frescele din "Apartamentele Borgia", Vatican
- Capela bisericii Santa Maria Maggiore din Perugia
- Lucrările sale din biserica "Ioan Botezătorul" din Siena
- Frescele din "Biblioteca Piccolomini" (Domul din Siena)
- Tablourile de șevalet “Madonna”, “Portret de bărbat” ș.a.

## Galerie de imagini

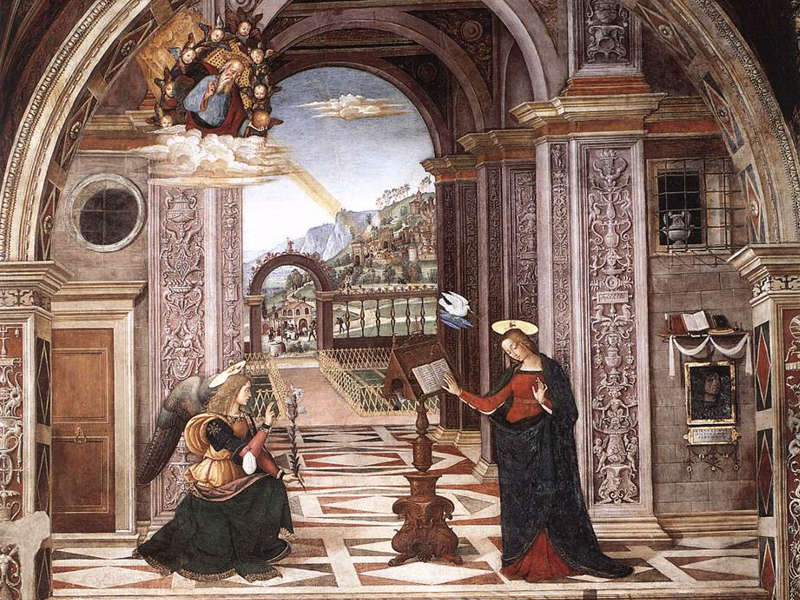
"Buna Vestire" (Spello, Umbria)
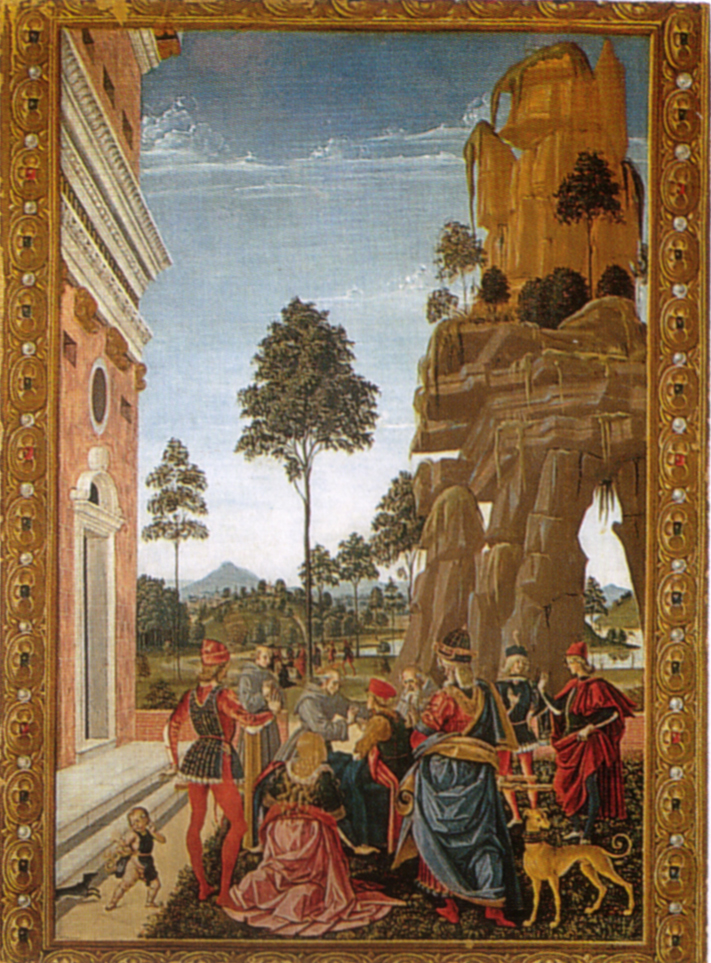
"San Bernardino richiama alla vita un uomo morto trovato sotto un albero" (1473)
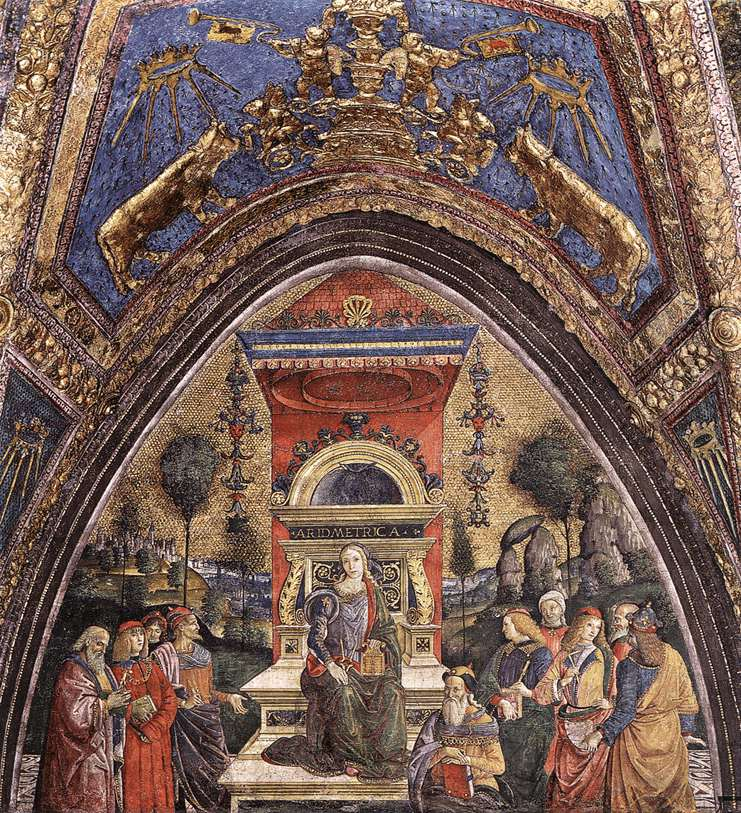
"Aritmetica" (1492-1494, Vatican)